# Astragalus ecbatanus
Astragalus ecbatanus är en ärtväxtart som beskrevs av Aleksandr Andrejevitj Bunge. Astragalus ecbatanus ingår i släktet vedlar, och familjen ärtväxter. Inga underarter finns listade i Catalogue of Life.